# Десятник Марія Миколаївна
Марія Миколаївна Десятник (Ільчук) (нар. 1923, тепер Житомирська область — ?) — українська радянська діячка, новатор виробництва, формувальниця Баранівського фарфорового заводу імені Леніна Житомирської області. Депутат Верховної Ради УРСР 4—6-го скликань.

## Біографія
Народилася в селянській родині Миколи Ільчука. Закінчила школу фабрично-заводського навчання при Баранівському фарфоровому заводі.
З кінця 1930-х років — робітниця Баранівського фарфорового заводу імені Леніна Житомирської області.
З 1944 року — формувальниця Баранівського фарфорового заводу імені Леніна Житомирської області. Виконувала виробничі норми на 170—200 % при відмінній якості продукції.

## Нагороди
- орден Леніна (7.03.1960)
- медаль «За доблесну працю у Великій Вітчизняній війні 1941—1945 років»
- медалі
- значок «Відмінник соціалістичного змагання»